# Campeonato de los Cuatro Continentes de Patinaje Artístico sobre Hielo de 2007
El IX Campeonato de los Cuatro Continentes de Patinaje Artístico sobre Hielo se realizó en Colorado Springs (Estados Unidos) entre el 7 y el 10 de febrero de 2007. Fue organizado por la Unión Internacional de Patinaje sobre Hielo (ISU) y la Asociación Estadounidense de Patinaje sobre Hielo.
Las competiciones se efectuaron en la World Arena. Participaron en total 90 patinadores de 14 países.

## Calendario
| Día   | Hora* | Evento             | Tipo           |
| ----- | ----- | ------------------ | -------------- |
| 07.02 | 11:30 | Danza obligatoria  | Danza en hielo |
| 07.02 | 15:00 | Programa corto     | parejas        |
| 07.02 | 19:00 | Programa corto     | masculino      |
| 08.02 | 11:30 | Danza original     | danza en hielo |
| 08.02 | 15:00 | Prueba libre       | parejas        |
| 08.02 | 18:30 | Programa corto     | femenino       |
| 09.02 | 14:00 | Danza libre        | danza en hielo |
| 09.02 | 18:30 | Prueba libre       | masculino      |
| 10.02 | 11:30 | Prueba libre       | femenino       |
| 10.02 | 19:00 | Gala de exhibición | masculino      |

- (*) -  hora local de Colorado Springs (UTC -7)

## Resultados

### Masculino
| Puesto | Nombre         | País           | Puntos |
| ------ | -------------- | -------------- | ------ |
| Oro    | Evan Lysacek   | Estados Unidos | 226,27 |
| Plata  | Jeffrey Buttle | Canadá         | 223,96 |
| Bronce | Jeremy Abbott  | Estados Unidos | 203,22 |

### Femenino
| Puesto | Nombre           | País           | Puntos |
| ------ | ---------------- | -------------- | ------ |
| Oro    | Kimmie Meissner  | Estados Unidos | 172,75 |
| Plata  | Emily Hughes     | Estados Unidos | 166,60 |
| Bronce | Joannie Rochette | Canadá         | 165,90 |

### Parejas
| Puesto | Nombre                    | País           | Puntos |
| ------ | ------------------------- | -------------- | ------ |
| Oro    | Xue Shen / Hongbo Zhao    | China          | 203,05 |
| Plata  | Qing Pang / Jian Tong     | China          | 185,33 |
| Bronce | Rena Inoue / John Baldwin | Estados Unidos | 175,48 |

### Danza en hielo
| Puesto | Nombre                                 | País           | Puntos |
| ------ | -------------------------------------- | -------------- | ------ |
| Oro    | Marie France Debreuil / Patrice Lauzon | Canadá         | 198,59 |
| Plata  | Tanith Belbin / Benjamin Agosto        | Estados Unidos | 196,98 |
| Bronce | Tessa Virtue / Scott Moir              | Canadá         | 184,89 |

## Medallero
| Núm. | País           | Oro | Plata | Bronce | Total |
| ---- | -------------- | --- | ----- | ------ | ----- |
| 1    | Estados Unidos | 2   | 2     | 2      | 6     |
| 2    | Canadá         | 1   | 1     | 2      | 4     |
| 3    | China          | 1   | 1     | 0      | 1     |

- Datos: Q2047641